# Giambattista Vico
Giambattista Vico, Giambattista Vigo o Giovanbattista Vico (Nápoles, 23 de junio de 1668-ibídem, 23 de enero de 1744) fue un abogado y filósofo de la historia napolitano. Notable por su concepto de verdad  como resultado del hacer (verum ipsum factum). Vico criticó la expansión del racionalismo moderno, fue un apologista de la Antigüedad Clásica, un precursor del pensamiento sistemático y complejo, y el primero en exponer los fundamentos de la semiótica y las ciencias sociales.
Su obra más importante es la Scienza nuova (Ciencia Nueva), la cual tiene como objetivo realizar una organización sistemática de las humanidades como una única ciencia que registre y explique los ciclos históricos por los cuáles las sociedades surgen y decaen. Fue publicada por vez primera en 1725 y luego de ampliaciones y reestructuraciones, en 1730 y 1744, año de su muerte.
La gran originalidad de su pensamiento ha sido valorada en el siglo XX, a merced de Benedetto Croce, Isaiah Berlin, Harold Bloom, Ángel Faretta, Vicente Risco,Hayden White, María Zambrano, Leonardo Castellani y Jorge Luis Borges.

## Biografía
A pesar de su origen humilde (era hijo de un librero), estudió la carrera de Derecho y fue profesor de retórica durante más de cuarenta años.
De formación escolástica. Había leído a los sumistas Pedro Abelardo y Paulo Veneto antes de entrar a la universidad, donde tuvo como maestro a Matteo Ricci. Tuvo un breve intermedio en sus estudios en el que estudió por un año las Disputaciones metafísicas de Francisco Suárez.
Había aspirado a una cátedra de jurisprudencia, más prestigiosa, pero se debió limitar a la docencia de retórica, que suponía estipendios más reducidos y que Vico complementó durante años ofreciendo lecciones particulares.
Contribuyó de manera notable a su formación el rol de preceptor en casa del marqués de Rocca, en el castillo de Vatolla in Cilento, papel que cumplió desde 1689 a 1695 y que le dio acceso a la imponente biblioteca de su huésped en la que se encontraban obras de Agustín de Hipona, Ficino, Pico della Mirandola, inclusive de Giovanni Botero y Jean Bodin, teóricos del derecho natural, y Tácito.
De su actividad como docente provienen las Seis Oraciones inaugurales, escritas para la apertura de los años académicos que corrieron desde 1699 a 1707.
En su Autobiografía, publicada en 1725, Vico cita como fuente inspiradora de su Scienza nuova la metafísica emanada de las ideas platónicas, el realismo del historiador Tácito, el método inductivo de Francis Bacon, el jurista Hugo Grocio en lo atinente a las relaciones entre filosofía y filología.
Su propósito manifiesto es poner en relación el mundo ideal con el real, poniendo en línea la filosofía —que se ocupa de la verdad— con la filología —que se ocupa de la certeza como método histórico y documental—, en lo que concierne a la investigación de la génesis ideal del mundo civil.
Se propuso formular los principios del método histórico, basándolos en tres premisas:
- Determinados periodos históricos tienen características semejantes entre sí, aunque varíen los detalles.
- Establece un orden en los ciclos históricos: Fuerza bruta, fuerza heroica, justicia, originalidad deslumbrante, reflexión destructiva, opulencia, abandono y despilfarro.
- La historia no se repite, no son ciclos cerrados, más bien una espiral creciente que crea nuevos elementos.

Sus tesis sobre la distinta evolución de los periodos históricos influyó más adelante en las obras de Montesquieu, Auguste Comte y Karl Marx.

## Obra
Fue autor de:

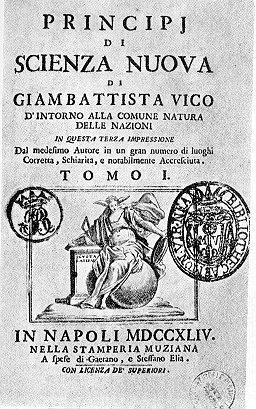
Principi d'una scienza nuova intorno alla natura delle nazioni.

- Principios de la filosofía de la historia
- Principi d'una scienza nuova intorno alla natura delle nazioni (1725) (conocida en español como Principios de ciencia nueva o «Principios de ciencia nueva. En torno a la naturaleza común de las naciones, en esta tercera edición corregida, aclarada y notablemente por el mismo autor» (nota: la tercera edición se considera la versión final).

- De nostri temporis studiorum ratione, Nápoles 1708
- De antiquissima Italorum sapientia ex linguae Latinae originibus eruenda libri tres, Nápoles 1710
- Institutiones oratoriae, 1711
- Prima risposta, 1711 (respuesta a las objeciones de la Liber metaphysicus)
- Seconda risposta, 1712
- De rebus gestis Antonii Caraphaei, 1716 (Antonio Carafa)
- De universi iuris uno principio et fine uno, Nápoles 1720
- De constantia iurisprudentis, 1721
- Principj di una scienza nuova d'intorno alla commune natura delle nazioni, Nápoles 1725
- Vita di Giambattista Vico scritta da sé medesimo, in: Angelo Calogerà: Raccolta di opuscoli scientifici e filologici I, Venedig 1728, pp. 145-256
- Cinque libri de' principj di una scienza nuova d'intorno alla commune natura delle nazioni, Nápoles 1730 (2.ª versión)
- Principj di scienza nuova d'intorno alla commune natura delle nazioni, Nápoles 1744 (3.ª versión, extendida)

## El principio delverum-factum
El punto de partida de la filosofía de Vico es la cuestión de la verdad, que para Descartes era ofrecida al hombre dentro del ámbito de aquellas ideas claras y distintas que le resultaban «evidentes».
Vico se ha de oponer con firmeza a esta concepción racionalista que, a su manera de ver, se desentiende de la creatividad, que constituye la facultad más propiamente humana. Así, según su célebre afirmación, «Verum et factum reciprocantur seu convertuntur»: esto es, lo verdadero y el hecho se convierten el uno en el otro y coinciden.
Es este el principio de la filosofía de Vico, el que establece el nexo entre la verdad y la producción, según el cual la única verdad que puede ser conocida radica en los resultados de la acción creadora, de la producción.
Por esto, además, solamente Dios conoce la totalidad del mundo, en cuanto lo crea continuamente; al hombre solo le está reservado el puesto más humilde de demiurgo de la historia y artífice de su propio destino, siendo la historia y su vida los únicos objetos posibles de su conocimiento en tanto son productos suyos. Del mismo modo, el otro campo en que puede alcanzar la verdad, es el de la matemática, de la cual, en cierto sentido, también es productor.

## Visión de la historia

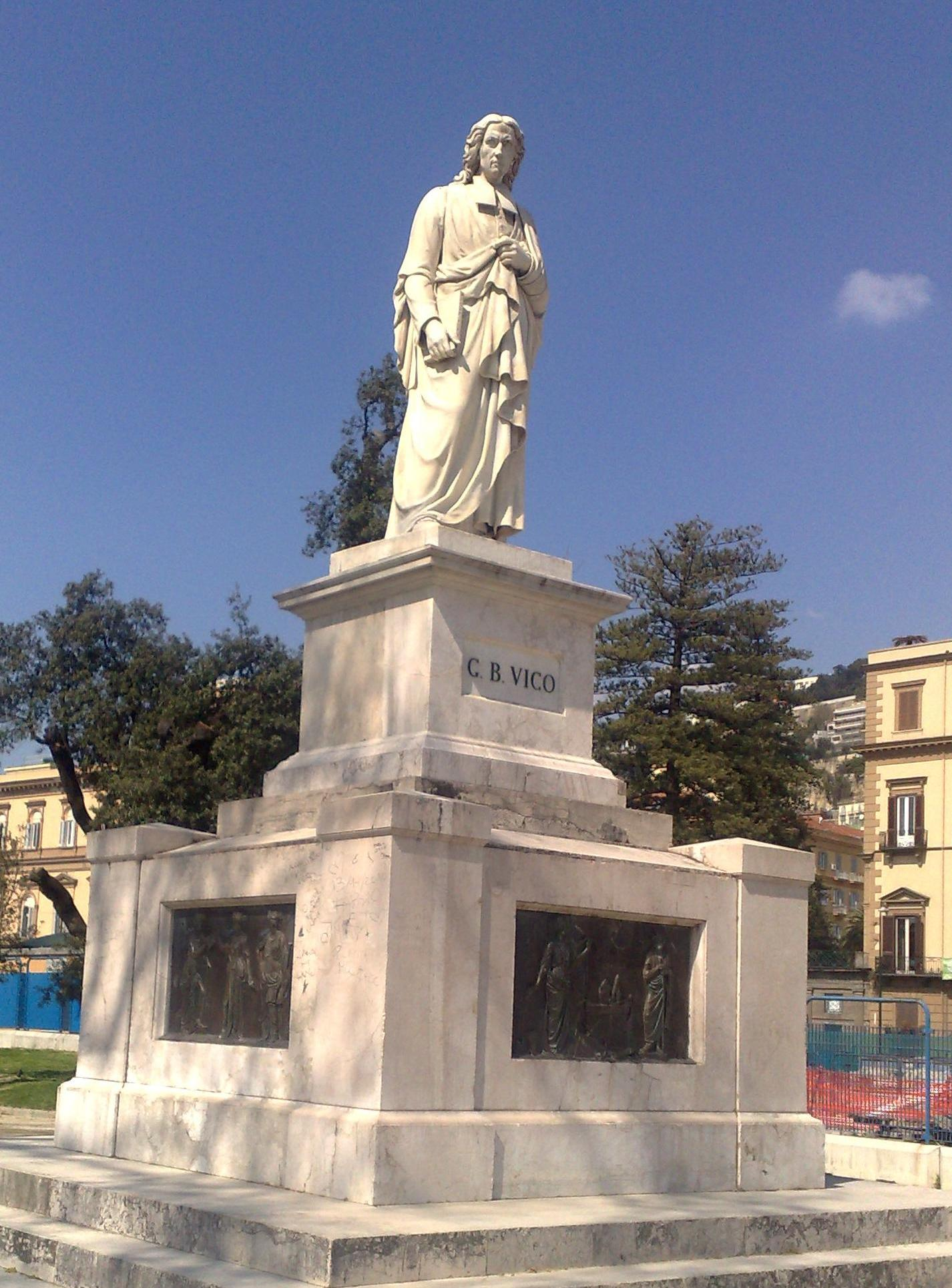
Monumento a Vico, en Nápoles.

Toda su doctrina, todos sus puntos de vista en torno del conocimiento y de la historia son elaborados en oposición al cartesianismo —como quedó dicho— y a la concepción de su tiempo que hacía de la física la ciencia paradigmática. Su enfoque, según el cual el ser humano puede conocer, en propiedad, lo que es producto de su hacer, lo lleva a sostener que la Naturaleza, obra divina, puede ser pensada, pero no «entendida». Solo Dios, que lo ha hecho todo, puede tener una comprensión total de todo.[cita requerida]
Las cosas que el hombre hace son la matemática y la historia, y ambas son el orbe en el que el conocimiento humano puede moverse, en propiedad. La historia —posición muy lejana a su época histórica— es el verdadero ámbito humano.[cita requerida]
Hay una historia ideal dispuesta por la providencia, en torno de la cual se mueven las historias particulares. El cauce es entonces divino, y sigue la repetición de tres edades sucesivas: la edad divina, que es teocrática y sacerdotal; la edad heroica, ganada por la arbitrariedad y la violencia, y la edad humana, que es razonable y moderada.[cita requerida]
Cada una de estas edades, también consideradas como de la infancia, la juventud y la madurez, poseen una unidad de estilo y una coherente correspondencia en todas las formas de sus manifestaciones, desde las estructuras de gobierno hasta los modos de expresión.[cita requerida]
El hecho de que una historia particular recorra las tres etapas, terminando en la edad humana, no significa que se cierre; como lo que hoy se denomina «fin de la historia», o como el apocalipsis de San Juan. La vida humana quiere perdurar y persigue un continuo renacimiento de los pueblos.[cita requerida]

## Influencia
Esta actitud doctrinal del filósofo es muy sorprendente en un período en que el pensamiento cartesiano no era un pensamiento más entre otros. El pensar de Vico es un pensamiento que solo fue reconocido mucho después. El enfoque de la ciencia física no puede arribar al fondo de lo real. Y en este reconocimiento de la importancia de lo histórico, Vico se anticipa al espíritu del romanticismo.
Pero si bien hay temáticas algo afines entre su doctrina y las de Hegel, Marx y Comte, Vico se diferencia de ellos en que no hay un cierre o clausura final de la historia. En Hegel la historia termina en el desarrollo absoluto de la Idea, en su culminación en el Estado prusiano, o, dicho gruesamente, en él mismo. En Marx, en la instalación del comunismo, luego de la dictadura del proletariado que instaura el socialismo. En Comte, con la maduración de la humanidad, hasta la llegada al estadio positivo.
La concepción de Vico presenta mayores semejanzas con las posiciones de Fichte y Schelling, y aún más con la visión circular que es propia de las filosofías orientales, según las cuales en la historia no se verifica un auténtico progreso, sino, por el contrario, un retorno de los ciclos siempre iguales.